# Chris Foggin
Chris Foggin (Sunderland, 15 settembre 1985) è un regista e sceneggiatore inglese.

## Carriera
Foggin  nasce a Sunderland, vicino a Durham. Studia cinematografia all'Università di Northumbria in Newcastle. Mentre lavora in una paninoteca un amico gli procura un posto di lavoro come assistente in uno studio televisivo di ITV. Successivamente ha lavorato come assistente di regia per numerosi film britannici fra i quali Marylin e The Double. A partire dal 2011 ha scritto e diretto cortometraggi nei quali hanno recitato celebri attori britannici come Aneurin Barnard, Judi Dench e Tom Hiddleston. I film hanno ricevuto buone critiche, soprattutto Friend Request Pending, detentore di vari premi e nomination.
Nel 2013 ha diretto il suo primo lungometraggio a basso costo intitolato Kids in Love per il quale hanno lavorato un team di sceneggiatori e attori esordienti. Attualmente sta preparando il suo secondo film scritto da Stefan Golaszewski. I suoi registi ispiratori sono Woody Allen e Richard Curtis.

## Filmografia

### Film
- Kids in Love (2015)
- Fisherman's Friends (2019)
- This Christmas (2022)

### Cortometraggi
- Queen of Hearts (2011)
- Friend Request Pending (2012)
- That Night (2013)

## Premi e candidature
| Anno | Evento                              | Film                   | Premio                      | Risultato       |
| ---- | ----------------------------------- | ---------------------- | --------------------------- | --------------- |
| 2012 | Aspen Shortsfest                    | Friend Request Pending | Premio del pubblico         | Vincitore/trice |
| 2012 | Chicago International Film Festival | Friend Request Pending | Miglior cortometraggio      | Candidato/a     |
| 2012 | New York City Short Film Festival   | Friend Request Pending | Miglior commedia            | Vincitore/trice |
| 2012 | New York City Short Film Festival   | Friend Request Pending | Premio del pubblico         | Candidato/a     |
| 2014 | Screen International                |                        | UK Screen Stars of Tomorrow | Vincitore/trice |